# Serra de Costa Llisa
La Serra de Costa Llisa és una serra situada al municipi de Sant Joan de les Abadesses a la comarca del Ripollès, amb una elevació màxima de 1.086,9 metres, al Cim de Rodonella.